# (33023) 1997 PJ3
1997 PJ3 (asteroide 33023) é um asteroide da cintura principal. Possui uma excentricidade de 0.12090930 e uma inclinação de 12.71999º.
Este asteroide foi descoberto no dia 3 de agosto de 1997 por Beijing Schmidt CCD Asteroid Program em Xinglong.